# Виктор Гарбър
Виктор Джоузеф Гарбър (на английски: Victor Joseph Garber) (роден на 16 март 1949 г.) е канадски актьор и певец.
Най-известните му роли са на Томас Андрюс в „Титаник“ (1997), Джак Бристоу в „Наричана още“ (2001 – 2006) и Кен Тейлър в „Арго“ (2012). Играе ролята на д-р Мартин Стайн в сериалите „Светкавицата“ и „Утрешните легенди“.

## Личен живот
Гарбър сключва брак с Райнер Андресен, канадски художник и модел, през 2015 г. Двамата имат връзка от 2000 г.